# مصطفى شاهين (سياسي، 1956)
مصطفى شاهين (بالتركية: Mustafa Şahin)‏, (ولد: 3 فبراير 1956, في مالاطْية, تركيا) سياسي تركي. ونائب حالي وسابق في البرلمان التركي لأكثر من دورة ممثلا عن حزب العدالة والتنمية.